# Cephalosdrophus
Cephalosdrophus is een geslacht van kevers uit de familie van de loopkevers (Carabidae). De wetenschappelijke naam van het geslacht is voor het eerst geldig gepubliceerd in 1999 door Lassalle & Marcilhac.

## Soorten
Het geslacht Cephalosdrophus is monotypisch en omvat slechts de volgende soort:
- Cephalosdrophus marinae Lassalle & Marcilhac, 1999